# Table Nunatak
Der Table Nunatak (von englisch table ‚Tafel, Tisch‘) ist eine quaderförmige Insel vor der Wilkins-Küste des Palmerlands auf der Antarktischen Halbinsel. Sie liegt in Form eines Nunatak 800 m östlich des Kap Agassiz im Larsen-Schelfeis.
Die erste Sichtung im Jahr 1940 geht wahrscheinlich auf Wissenschaftler der United States Antarctic Service Expedition (1939–1941) zurück. Auch Charles J. Adams (1921–2002), Pilot der United States Army Air Forces bei der Ronne Antarctic Research Expedition (1947–1948) sichtete sie bei einem Überflug im September 1947.  Das UK Antarctic Place-Names Committee benannte sie 1953 deskriptiv.